# ریونوسوکه هاگا
ریونوسوکه هاگا (به ژاپنی: 羽賀 龍之介) (زادهٔ ۲۸ آوریل ۱۹۹۱، میازاکی ژاپن) جودوکای اهل ژاپن است. او در مسابقات جهانی جودو در سال ۲۰۱۵ در وزن ۱۰۰– کیلوگرم قهرمان شد.